# Briefmarken-Jahrgang 1979 der Deutschen Bundespost
Der Briefmarken-Jahrgang 1979 der Deutschen Bundespost umfasste 32 Sondermarken. In diesem Jahr wurden acht Dauermarken der Serien Burgen und Schlösser und Industrie und Technik herausgegeben, sieben dieser Dauermarken werden jedoch zu dem Jahrgang 1978 gezählt. Eine Besonderheit stellt die Marke zum „Tag der Briefmarke“ (Michel-Nr. 1023) dar, die abweichend vom Standard in Kleinbogen zu je zehn Stück mit besonderem Texteindruck am oberen Querrand verausgabt wurde, wobei die Marken aber durchaus einzeln erworben werden konnten. Zum 1. Januar 1979 wurden die Portogebühren angehoben, z. B. der Standardbrief von 50 auf 60 Pfennig, so dass vermehrt 60-Pf-Werte herausgegeben wurden.
Alle seit dem 1. Januar 1969 ausgegebenen Briefmarken waren unbeschränkt frankaturgültig, es gab kein Ablaufdatum mehr wie in den vorhergehenden Jahren. Durch die Einführung des Euro als europäische Gemeinschaftswährung zum 1. Januar 2002 wurde diese Regelung hinfällig. Die Briefmarken dieses Jahrganges konnten allerdings bis zum 30. Juni 2002 genutzt werden. Ein Umtausch war noch bis zum 30. September in den Filialen der Deutschen Post möglich, danach bis zum 30. Juni 2003 zentral in der Niederlassung Philatelie der Deutschen Post AG in Frankfurt.

## Liste der Ausgaben und Motive
Legende
- Bild: Eine bearbeitete Abbildung der genannten Marke. Das Verhältnis der Größe der Briefmarken zueinander ist in diesem Artikel annähernd maßstabsgerecht dargestellt. Sollten keine Marken abgebildet sein, liegt es daran, dass das Urheberrecht des Künstlers noch nicht erloschen ist.
- Beschreibung: Eine Kurzbeschreibung des Motivs und/oder des Ausgabegrundes. Bei ausgegebenen Serien oder Blocks werden die zusammengehörigen Beschreibungen mit einer Markierung versehen eingerückt.
- Wert: Der Frankaturwert der einzelnen Marke in Pfennig. Ein „+“ bedeutet, dass es sich um eine Zuschlagsmarke handelt (= Frankaturwert + Spende).
- Ausgabedatum: Das Datum des erstmaligen Verkaufs dieser Briefmarke.
- Auflage: Soweit bekannt, wird hier die zum Verkauf angebotene Anzahl dieser Ausgabe angegeben.
- Entwurf: Soweit bekannt, wird hier angegeben, von wem der Entwurf dieser Marke stammt.
- Mi.-Nr.: Diese Briefmarke wird im Michel-Katalog unter der entsprechenden Nummer gelistet.

| Sondermarken | |                  |                       |             |                              |        |
| Bild         | Beschreibung | Werte in Pfennig | Ausgabe- datum (1979) | Auflage     | Entwurf                      | MiNr.  |
|              | Internationales Jahr des Kindes Kind und Haussilhouette                                                                                         | 60               | 11. Januar            | 31.900.000  | Karl Oskar Blase             | 1000   |
|              | 100. Geburtstag von Agnes Miegel (1879–1964) | 60               | 14. Februar           | 30.900.000  | Elisabeth von Janota-Bzowski | 1001   |
|              | Erste Direktwahlen zum Europäischen Parlament stilisiertes Parlament mit Sitzverteilung der Europäischen Staaten in den Farben der Landesfahnen | 50               | 14. Februar           | 30.200.000  | Erwin Poell                  | 1002   |
|              | 25 Jahre Westdeutsche Kurzfilmtage Filmstreifen                                                                                                 | 50               | 14. Februar           | 30.850.000  | Dieter Urban                 | 1003   |
|              | Straßen-Rettungsdienste Symbole der Rettungsorganisationen                                                                                      | 50               | 14. Februar           | 30.550.000  | Hanswerner Klein             | 1004   |
|              | Für die Jugend, Luftfahrt - Flugboot Dornier Wal                                                                                                | 40+20            | 5. April              | 5.619.000   | Fritz Haase                  | 1005   |
|              | - Heinkel He 70 | 50+25            | 5. April              | 5.725.000   | Fritz Haase                  | 1006   |
|              | - Junkers W 33 „Bremen“ | 60+30            | 5. April              | 5.807.000   | Fritz Haase                  | 1007   |
|              | - Hubschrauber von Focke-Wulf Fw 61 | 90+45            | 5. April              | 5.455.000   | Fritz Haase                  | 1008   |
|              | Sporthilfe - Handball | 60+30            | 5. April              | 5.286.500   | Hans Peter Hoch              | 1009   |
|              | - Zweier-Canadier | 90+45            | 5. April              | 5.018.500   | Hans Peter Hoch              | 1010   |
|              | Geschichte des Post- und Fernmeldewesens - Telegrafenbüro um 1863                                                                               | 50               | 17. Mai               | 51.300.000  | Elisabeth von Janota-Bzowski | 1011   |
|              | - Postschalter um 1854 | 60               | 17. Mai               | 122.800.000 | Elisabeth von Janota-Bzowski | 1012   |
|              | 50. Geburtstag von Anne Frank (1929–1945) | 60               | 17. Mai               | 31.200.000  | Elisabeth von Janota-Bzowski | 1013   |
|              | Internationale Verkehrsausstellung in Hamburg Die erste elektrische Bahn auf der Berliner Gewerbeausstellung, 1879                              | 60               | 17. Mai               | 32.600.000  | Heinz Schillinger            | 1014   |
|              | Weltweite Funkverwaltungskonferenz in Genf | 60               | 12. Juli              | 31.550.000  | W. P. Seiter                 | 1015   |
|              | 450 Jahre Katechismus in Martin Luther Moses empfängt die Gesetzestafeln auf dem Berg Sinai. Holzschnitt von Lucas Cranach dem Älteren          | 50               | 12. Juli              | 30.200.000  | Wilhelm Neufeld              | 1016   |
|              | Aachener Heiligtumsfahrt Kreuz mit dem Symbol Karls des Großen                                                                                  | 50               | 12. Juli              | 33.600.000  | Karl Hans Walter             | 1017   |
|              | 800. Todestag von Hildegard von Bingen (1098–1179)                                                                                              | 110              | 9. August             | 19.680.000  | Peter Steiner                | 1018   |
|              | Nobelpreisträger der Physik und Chemie - Albert Einstein, 1921 Nobelpreis für Physik für seine Entdeckungen um den Photoelektrischen Effekt     | 60               | 9. August             | 31.430.000  | Brigitte von der Linde       | 1019   |
|              | - Otto Hahn, 1944 Nobelpreis für Chemie für seine Entdeckung der Kernspaltung                                                                   | 60               | 9. August             | 30.880.000  | Brigitte von der Linde       | 1020   |
|              | - Max von Laue, 1914 Nobelpreis für Physik für seine Entdeckung der Beugung von Röntgenstrahlen an Kristallen                                   | 60               | 9. August             | 31.630.000  | Brigitte von der Linde       | 1021   |
|              | 300 Jahre Lotsen-Reglements Lotse und Steuermann                                                                                                | 60               | 11. Oktober           | 31.800.000  | Arthur Löffelhardt           | 1022   |
|              | Tag der Briefmarke - Posthausschild aus Altheim an der Saar um 1754                                                                             | 60+30            | 11. Oktober           | 27.790.000  | Heinz Schillinger            | 1023   |
|              | Wohlfahrtsmarken: Blätter, Blüten und Früchte des Waldes - Rotbuche, Fagus sylvatica                                                            | 40+20            | 11. Oktober           | 11.700.000  | Heinz Schillinger            | 1024   |
|              | - Stieleiche, Quercus robur | 50+25            | 11. Oktober           | 14.500.000  | Heinz Schillinger            | 1025   |
|              | - Weißdorne, Crataegus | 60+30            | 11. Oktober           | 17.100.000  | Heinz Schillinger            | 1026   |
|              | - Bergkiefer, Pinus mugo | 90+45            | 11. Oktober           | 7.400.000   | Heinz Schillinger            | 1027   |
|              | 100. Geburtstag von Paul Klee (1879–1940) Vogelgarten, Aquarell                                                                                 | 90               | 14. November          | 15.580.000  | H. P. Schall                 | 1029   |
|              | Johann Faust (um 1480 bis um 1541) Doctor Faust mit Homunculus, Holzschnitt um 1616                                                             | 60               | 14. November          | 33.330.000  | Heribert Burkert             | 1030   |
|              | Energie sparen eine zur Hälfte verdunkelte Glühlampe                                                                                            | 40               | 14. November          | 30.000.000  | Coordt von Mannstein         | 1031   |
|              | Weihnachtsmarke - Die Geburt Christi, Detail aus einer Handschrift der ehemaligen Zisterzienserabtei in Altenberg                               | 60+30            | 16. November          | 11.200.000  | Willy Fleckhaus              | 1032   |
| Dauermarken  | |                  |                       |             |                              |        |
| Bild         | Beschreibung | Werte in Pfennig | Ausgabe- datum (1979) | Auflage     | Entwurf                      | Mi.-Nr |
|              | Dauermarkenserie: Burgen und Schlösser - Schloss Rheydt                                                                                         | 60               | 14. November 1979     | unbekannt   | Heinz Schillinger            | 1028   |